# Nore kommun
Nore kommun (norska: Nore kommune) var en kommun i Buskerud fylke i Norge. Byn Nore utgjorde kommunens centralort.

## Administrativ historik
Nore kommun upprättades 1858 genom utbrytning ur Rollags kommun. Kommunen omfattade då hela nuvarande Nore og Uvdals kommun samt den sydöstra delen av nuvarande Hols kommun och hade 3 428 invånare vid upprättandet.
Den 1 januari 1901 bröts Uvdals kommun (Opdals kommun) ut ur kommunen som då minskade från 2 937 invånare före delningen till 1 508 invånare efter. Den återstående delen omfattade den östra delen av nuvarande Nore og Uvdals kommun.
Den 1 januari 1962 gick Nore kommun, tillsammans med Uvdals kommun, upp i den då nybildade Nore og Uvdals kommun. Kommunens hade då 1 975 invånare.